# Ajuricaba (1945)
Ajuricaba (A-3) – brazylijski niszczyciel z okresu „zimnej wojny”, jedna z sześciu jednostek typu Acre. Okręt został zwodowany 30 maja 1945 roku w stoczni Arsenal de Marinha do Rio de Janeiro na Ilha das Cobras, a do służby w Marinha do Brasil wszedł w grudniu 1957 roku. W 1962 roku niszczyciel nieopodal Rio de Janeiro wszedł na podwodną skałę i doznał poważnych uszkodzeń. Jednostka została skreślona z listy floty w lipcu 1964 roku.

## Projekt i budowa
„Ajuricaba” był jednym z sześciu bliźniaczych niszczycieli typu Acre, zbudowanych w Brazylii w miejsce zarekwirowanych przez Wielką Brytanię po wybuchu II wojny światowej sześciu jednostek typu H. Okręt został zbudowany według oryginalnego brytyjskiego projektu stoczni Thornycroft, z tą jednak różnicą, że system napędowy, uzbrojenie i wyposażenie miało być produkcji USA. Inna niż w pierwowzorze siłownia spowodowała również zmiany w wyglądzie zewnętrznym jednostki, przejawiające się m.in. w użyciu jednego komina zamiast dwóch. Sylwetka okrętu stała się tym samym podobna do amerykańskich niszczycieli typu Gridley. Długi, kilkunastoletni czas budowy jednostki spowodowany był zarówno brakami materiałowymi, jak też innymi trudnościami spowodowanymi toczącą się wojną. Według pierwotnych planów okręt miał być uzbrojony w cztery działa uniwersalne kal. 127 mm, dwa działka Bofors kal. 40 mm, cztery działka Oerlikon kal. 20 mm oraz dwa poczwórne aparaty torpedowe kal. 533 mm. Okręt ukończono jednak z innym zestawem uzbrojenia i nowocześniejszym wyposażeniem radioelektronicznym.
Niszczyciel zamówiony został w końcu 1939 roku w stoczni Arsenal de Marinha do Rio de Janeiro, położonej na wyspie Ilha das Cobras w Rio de Janeiro. Stępkę okrętu położono 28 grudnia 1940 roku, a zwodowany został 30 maja 1945 roku. Niszczyciel otrzymał nazwę pochodzącą od rzeki Ajuricaba oraz numer taktyczny A-3.

## Dane taktyczno-techniczne
„Ajuricaba” był dużym niszczycielem, z typowym dla tej klasy okrętów uzbrojeniem i wyposażeniem. Długość całkowita wynosiła 98,5 metra (97,5 m na konstrukcyjnej linii wodnej), szerokość 10,7 metra i średnie zanurzenie 2,59 metra (maksymalne 3,3 m). Wyporność standardowa wynosiła 1340 ton, a pełna 1800 ton. Okręt napędzany był przez dwie turbiny parowe General Electric z przekładniami redukcyjnymi o łącznej mocy 35 000 koni mechanicznych (KM), do których parę dostarczały trzy kotły wodnorurkowe Babcock & Wilcox. Dwuśrubowy układ napędowy pozwalał osiągnąć maksymalną prędkość 33,5 węzła (marszowa wynosiła 20 węzłów). Energię elektryczną wytwarzały dwa turbogeneratory Westinghouse o napięciu 450 V i mocy 204 KM (okręt posiadał też generator wysokoprężny Cummins 450 V o mocy 136 KM). Okręt zabierał 450 ton mazutu, co zapewniało zasięg maksymalny 6000 mil morskich przy prędkości ekonomicznej 15 węzłów.
Okręt był uzbrojony w trzy pojedyncze działa uniwersalne kal. 127 mm Mark 21/30 L/38 (jedno na pokładzie dziobowym, jedno na pokładzie rufowym i jedno w superpozycji na nadbudówce rufowej). Broń przeciwlotniczą stanowiły cztery działka Bofors kal. 40 mm Mark 1 L/56 (2 x II) oraz dwa pojedyncze działka Oerlikon kal. 20 mm Mark 10 L/70. Uzbrojenie uzupełniały: dwa potrójne aparaty torpedowe kal. 533 mm Mark 14 Mod 7 oraz dwa miotacze bomb głębinowych K Mark 6 i dwie zrzutnie bomb głębinowych Mark 3 i Mark 4. Wyposażenie radioelektroniczne obejmowało dwa radary obserwacji okrężnej (na AN/SPS-4 i AN/SPS-6C z IFF), system kierowania ogniem Mk 33 Mod 38 wraz z radarem kierowania ogniem artyleryjskim Mk 28, urządzenia naprowadzania kierunku Mk-T Mod 2 dla dział 127 mm i Mk 51 dla dział kal. 40 mm oraz sonar QCR-1.
Załoga okrętu składała się ze 150 oficerów, podoficerów i marynarzy.

## Służba
„Ajuricaba” został wcielony służby w Marinha do Brasil 21 grudnia 1957 roku. 6 lipca 1955 roku znajdujący się w budowie okręt otrzymał pierwszego dowódcę i najprawdopodobniej w tym momencie zdecydowano się na zmianę uzbrojenia i wyposażenia okrętu. Wtedy zmieniono też jego numer burtowy na D-11. Do momentu przyjęcia do służby w grudniu 1957 roku jednostka miała jeszcze dwóch dowódców. W 1958 roku okręt wraz z bliźniaczą „Araguari” wziął udział w obchodach 400-lecia miasta Pelotas. 20 lipca 1959 roku u wybrzeży Brazylii niszczyciel zatrzymał i następnie odprowadził do Rio de Janeiro podejrzany statek, którym okazał się niemiecki frachtowiec „Cap Norte”, jednak nie znaleziono na nim żadnego zabronionego ładunku. W 1961 roku okręt wziął udział w manewrach „Unitas II”, a w czerwcu 1962 roku gościł na pokładzie Ministra Obrony. 7 listopada 1962 roku w Zatoce Ilha Grande nieopodal Rio de Janeiro niszczyciel wszedł na podwodną skałę, doznając poważnych uszkodzeń (zalane zostały co najmniej trzy przedziały). Dopiero w grudniu udało się przywrócić jednostce pływalność i ściągnąć ją ze skały (przy pomocy m.in. bliźniaczej „Acre”), osadzając na plaży Boa Vista. W 1963 roku „Ajuricaba” została przeholowana do macierzystej stoczni, gdzie po oględzinach kadłuba podjęto decyzję o wycofaniu niszczyciela ze służby. Jednostka została skreślona z listy floty 2 lipca 1964 roku.